# Sterbealterschätzung
Die Sterbealtersschätzung ist ein Teilgebiet der Humanbiologie. Ihre Methoden wurden und werden in der Gerichtsmedizin, prähistorischen und forensischen Anthropologie entwickelt und angewandt. Sie dient der Schätzung des biologischen Alters bei Leichen.
Der Begriff Sterbealtersbestimmung wird synonym verwendet, spiegelt aber eine Genauigkeit vor, die nicht gegeben ist – es kann immer nur eine Wahrscheinlichkeit bzw. eine Altersspanne angegeben werden, innerhalb derer das Individuum verstorben ist.

## Methoden

### Am Gebiss
Die Zahndurchbruchszeiten, die Wurzeldentintransparenz, der Racemisierungsgrad der Asparaginsäure im Dentin und der Grad der Zementannulation dienen der Altersschätzung, wobei das Alter bei Kindern und Jugendlichen relativ genau bestimmt werden kann. Bei Erwachsenen ist eine Altersschätzung mit einer Genauigkeit von ± 5 Jahren, nach anderen Autoren von ± 10 Jahren möglich.

### Am Skelett

Schädelnähte des Menschen

Der Alterungsprozess wird durch die Untersuchung von vier Skelettregionen bestimmt.
Am Schädel erfolgt eine Untersuchung der Verknöcherung der Schädelnähte: der Kranznaht (Sutura coronalis) zwischen dem Stirnbein und dem Scheitelbein, der Lambdanaht (Sutura lambdoidea) zwischen Scheitelbein und Hinterhauptbein, der Pfeilnaht (Sutura sagittalis) zwischen beiden Scheitelbeinen sowie der Stirnnaht (Sutura frontalis) zwischen den beiden Stirnbeinen. Mit zunehmendem Alter schließen sich die Nähte.
Am Schambein untersucht man das Schambeinrelief, am Oberarm und dem Oberschenkelknochen die Knochenstruktur. Die Knochenstruktur wird mit zunehmendem Alter abgebaut.
Bei Kindern und Jugendlichen wird zusätzlich der Verwachsungszustand der Wachstumsfugen (Epiphysenfugen) herangezogen, womit eine Altersschätzung bis zum 30. Lebensjahr relativ genau erfolgen kann.
Abnutzungserscheinungen an der Wirbelsäule und den Gelenken des postcranialen Skelettes werden ebenso beurteilt.
Als zerstörungsfreie Analysenmethode steht die Röntgenfluoreszenzanalyse zur Verfügung.